# USS McInerney (FFG-8)
USS McInerney (FFG-8) – druga amerykańska fregata rakietowa typu Oliver Hazard Perry. Jednostkę nazwano imieniem wiceadmirała Francisa X. McInerney'a (1899–1956). Latem 2010 roku okręt został bezpłatnie przekazany Pakistanowi, otrzymując nazwę „Alamgir”. Okręt został wyremontowany na koszt USA, a po zakończeniu szkolenia załogi udał się w marcu 2011 roku w rejs do Karaczi. Jednostka znajduje się obecnie w czynnej służbie.